# الحب المزيف (أغنية بي تي اس)
هي أغنية سجلتها بي تي أس وهي فرقة من الشباب من جنوب كوريا باللغتين الكورية واليابانية. كتب هتمن بانغ، وآر إم، وبدوغ الأغنية وأنتجها بدوغ. أصدرت شركة بيغ هيت إنترتينمنت النسخة الكورية في 18 مايو 2018 أغنيةً رئيسية من الألبوم الثالث للفرقة أحب نفسك: دمعة 2018. قدمت شركة كولومبيا للتسجيلات الأغنية للإذاعة الأمريكية المعاصرة في 12 يونيو 2018 أغنيةً منفردة في البلاد. أصدرت نسخة ريمكس من الأغنية بعنوان موسيقى الروك في 4 يونيو 2018 ضمن الألبوم التجميعي الثالث للفرقة أحب نفسك: الإجابة 2018. أصدرت الشركة العالمية للموسيقى اليابانية النسخة اليابانية من الأغنية للتنزيل الرقمي والبث المباشر في 16 أكتوبر 2018 ألبومًا واحدًا تضمن الريمكس والأغنية الافتتاحية بي تي الجزء الثاني والاثنين باللغة اليابانية أيضًا. الحب المزيف هي أغنية إيمو هيب هوب، وكرونج روك، وراب روك، وإليكتروبوب التي تعتمد على موسيقى الروك. تتحدث كلمات الأغنية عن الحب الذي كان يعتقد في السابق أنه القدر لكنه تحول إلى مزيف في النهاية.
تلقت الأغنية آراء إيجابية عمومًا من النقاد الذين أشادوا بإنتاجها، وصوتها الانتقائي، والتوزيع الصوتي للفرقة. حصلت على عدة جوائز من ضمنها أغنية السنة وأفضل أغنية بوب في حفل توزيع الجوائز الموسيقي الكوري 2019 وكانت من ضمن قوائم موقع إن إم إي في نهاية العقد وموقع كانسكونس أوف ساوند. ظهرت النسخة الكورية من الحب المزيف تجاريًا في المرتبة الأولى على مخطط غاون الرقمي والمرتبة العاشرة على مخطط بيلبورد هوت 100 لتصبح أول أغنية منفردة من بين أفضل 10 أغان في الولايات المتحدة. ظهرت النسخة اليابانية للمرة الأولى وبلغت ذروتها في المرتبة الأولى على مخطط أوريكون للأغاني لتصبح الأغنية بالمرتبة 12 الأكثر مبيعًا لعام 2018 في اليابان. حصلت على شهادة بلاتينية لكل من مبيعات البث المباشر والتنزيلات الرقمية من الجمعية الكورية للمحتوى الموسيقي وشهادة بلاتينية مزدوجة من جمعية صناعة التسجيلات اليابانية.
أخرج يونغ سيوك تشوي مقطعي فيديو موسيقيين للأصل والريمكس. تتبع الفيديو الأول في عرض 18 مايو 2018 قصة الكون السردي الخيالي لـ بي تي إس ويصور رقص الفرقة في مجموعات مختلفة. صدر الفيديو الثاني في 1 يونيو 2018 وهو نسخة موسعة من الأول ويحتوي على بعض اللقطات الإضافية. تلقى الأداء الأول لأغنية حب مزيف في حفل توزيع الجوائز الموسيقي بيلبورد 2018 تعليقات إيجابية من النقاد. روج بي تي إس لاحقًا للأغنية من خلال العروض الحية المتلفزة في العديد من برامج الموسيقى الكورية الجنوبية في 2018 من ضمنها إم! العد التنازلي، وبنك الموسيقى، وإنكيغايو. أدرجت أيضًا في القائمة الخاصة بألبوم أحب نفسك جوله حول العالم (19-2018).

## الخلفية والإصدار
شرعت بي تي إس في مسلسلها الموسع المكون من ثلاثة أجزاء أحب نفسك، مع إصدار مسرحيتهم الموسعة الخامسة أحب نفسك: هي، سنة 2017. أعلنت الفرقة في 16 أبريل 2018 عن اكمال «هي» على شكل ألبومها الاستوديو الثالث باللغة الكورية أحب نفسك: دمعة. أُكدت أغنية الحب المزيف لتكون جزء من ألبوم أحب نفسك: دمعة عندما شاركت الفرقة قائمة الأغاني في الألبوم. أُعلنت الأغنية في 14 مايو من ذلك العام بوصفها أول أغنية منفردة من الألبوم. الأغنية من تأليف هتمن بانغ وآر إم وإخراج بدوغ. قام بدوغ وجونغ وويونغ بهندسة الصوت في حين قام جيمس إف. رينولدز بالمعالجة والتجميع في استوديوهات شموزيك. قدم عضو الفرقة جونغ كوك الدعم الغنائي للمسار جنبًا إلى جنب مع سوبريم بوي. سجل بي تي إس الأغنية في استوديوهات بك هت في سيول، كوريا الجنوبية.
أوضح آر إم في حديثة عن الأغنية في بث إذاعي مباشر أنه من بين جميع الأغاني في الألبوم كان من الصعوبة العمل على أغنية حب مزيف. وضع آر إم حجر الأساس للأغنية في حين تولى بدوغ وهتمن بانغ بقية الأغنية. شارك أيضًا نسخة تجريبية من المقطع الموسيقي في أثناء البث إذ شعر أنها مختلفة تمامًا، وأكثر حزنًا، وأعمق من تلك النسخة المسجلة. تحدث عن كيفية تصور الأغنية، فقال:
«للتكيف مع نطاق صوت المطربين لدينا، نغير طبقة الصوت في النهاية بحيث يواجه مغني الراب صعوبة في التكيف مع ذلك. في حالة هذه الأغنية، ارتفعت بمقدار 6.5 نغمات حسب علمي. ستة ونصف، هذا يجعل الأغنية مختلفة تمامًا! لقد تكيفنا على هذه الدرجة وأضفنا صوت الجيتار وجاءت أغنية حب مزيف التي نستمع إليها الآن».